# Brandenberger Ache

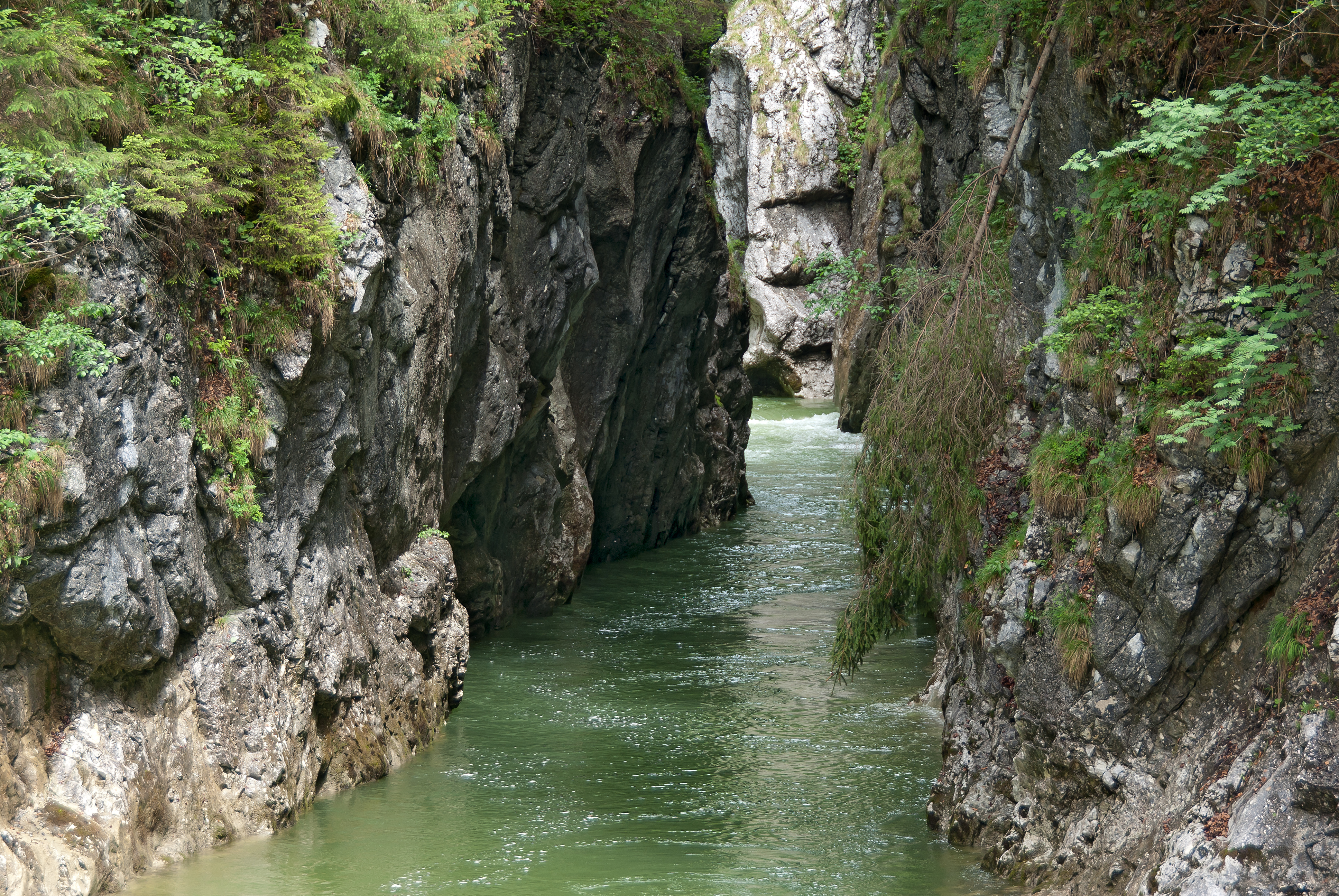
Kaiserklamm

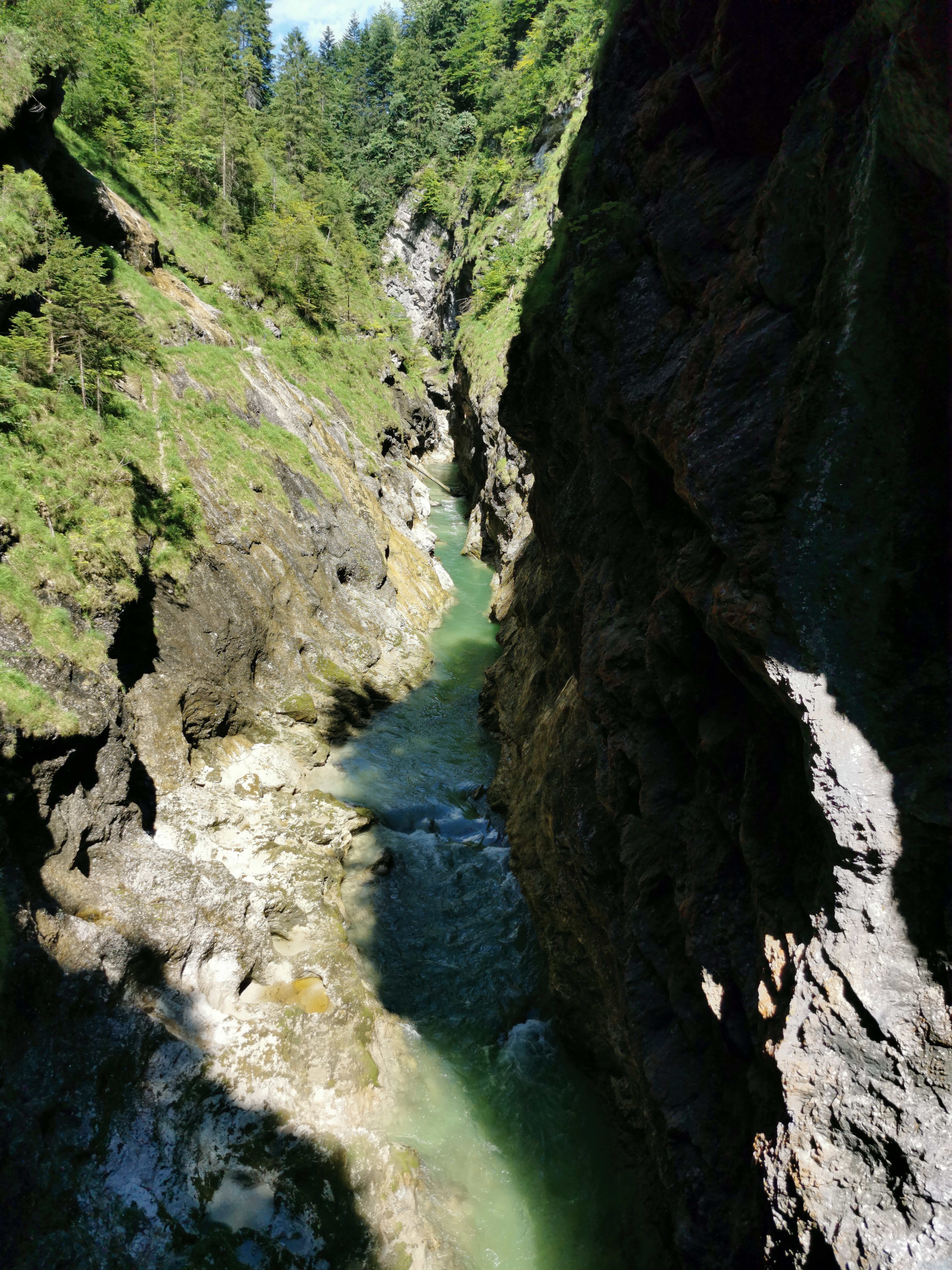
Tiefenbachklamm

Die Brandenberger Ache ist ein 22 km langer linker Nebenfluss des Inn im Tiroler Unterland. Sie durchbricht die Nördlichen Kalkalpen in mehreren Schluchten, die einen wertvollen Lebensraum für zahlreiche Tier- und Pflanzenarten darstellen, und wurde zum Naturdenkmal erklärt.

## Lauf und Landschaft
Die Brandenberger Ache erhält Wasser von verschiedenen Bächen der Brandenberger Alpen und des Mangfallgebirges in Bayern. Der aus der roten und weißen Valepp entstehende Fluss heißt ab der deutsch-österreichischen Grenze Grundache und wird nach dem Zusammenfluss mit dem Marchbach bei der Erzherzog-Johann-Klause zur Brandenberger Ache, die sich noch mit der Bairache, der Weißache, dem Ellbach (beim Kaiserhaus) und der Steinberger Ache vereinigt. Sie fließt dann unterhalb der Ortschaft Brandenberg vorbei und mündet bei Kramsach in den Inn.
Der Lauf der Brandenberger Ache stellt eine Besonderheit dar: Während andere Flüsse wie die Isar, der Rißbach, die Dürrach oder die Ache in den Alpen entspringen und nach Norden zum Alpenrand fließen, nimmt sie den umgekehrten Weg von Norden nach Süden und durchschneidet die Nördlichen Kalkalpen zum Inn hin. Sie durchbricht dabei die in Ost-West-Richtung verlaufenden Kämme in mehreren tief eingeschnittenen Felsschluchten, die sich mit beckenartigen Erweiterungen abwechseln. In der Kaiserklamm nördlich von Brandenberg durchbricht sie den Wettersteinkalk und in der Tiefenbachklamm vor Kramsach den Hauptdolomit.
Die Länge der Brandenberger Ache beträgt inklusive der als Oberlauf angesehenen Roten Valepp 33,1 km, ab dem Zusammenfluss von Roter und Weißer Valepp 27,7 km (davon 26,5 km auf Tiroler Gebiet), und ab dem Zusammenfluss von Grundache und Marchbach 23,6 km.

## Einzugsgebiet und Wasserführung
Die Brandenberger Ache entwässert ein Einzugsgebiet von 282,1 km², wovon 62,0 km² in Bayern liegen. Der höchste Punkt im Einzugsgebiet ist die Hochiss mit 2299 m ü. A.
Der mittlere Abfluss am Pegel Mariathal, knapp 3 km vor der Mündung, beträgt 10,4 m³/s, was einer Abflussspende von 38,2 l/s·km² entspricht. Die Brandenberger Ache weist ein nivales Abflussregime mit einer mäßigen Amplitude auf.
Der mittlere Abfluss ist im wasserreichsten Monat Mai mit 16,2 m³/s rund drei Mal höher als im wasserärmsten Monat Jänner mit 5,26 m³/s.

## Ökologie
Die Schluchten der Brandenberger Ache sind ein wertvoller Lebensraum für zahlreiche Tier- und Pflanzenarten. 1988 wurde der Fluss zum Naturdenkmal erklärt.

### Flora
In den Uferbereichen wächst stellenweise ein schmaler Auwaldstreifen aus Bäumen und Sträuchern, die an regelmäßige Überschwemmungen angepasst sind, wie Grauerlen oder Weiden. Darüber schließt sich ein vorwiegend aus Fichten, Buchen und Tannen gebildeter Schluchtwald an, an exponierten Stellen, wie felsigen Überhängen, finden sich auch Eiben. In den schattigen Lagen kommen Farne, darunter die seltene Hirschzunge, Orchideen wie das Große Zweiblatt und Liliengewächse wie Türkenbund, Maiglöckchen oder Echtes Salomonssiegel vor. An den Felswänden oberhalb der Schluchtwälder finden sich zum Teil bereits alpine Pflanzenarten wie Silberwurz, Stängelloser Enzian, Kugelblume, Gämskresse oder Alpenfettkraut.

### Fauna
Entlang der Brandenberger Ache finden sich zahlreiche Vogelarten, die besonders an das Leben in den feuchten Schluchten angepasst sind, darunter Wasseramsel, Bergstelze und Mauerläufer.
Zu den hauptsächlich vorkommenden Fischarten gehören Bachforelle, Koppe und Äsche. Vereinzelt finden sich auch Aale, die ursprünglich in den Spitzingsee eingesetzt wurden und mit einem Hochwasser flussabwärts wanderten. Die Fischerei wird gemäß einem alten Jagdrecht aus dem Jahr 1434 von der Brandenberger Bevölkerung betrieben.
In einer 2016 veröffentlichten Studie der Österreichischen Bundesforste konnten im Brandenbergtal 800 Arten Schmetterlinge nachgewiesen werden, darunter einzelne, die erstmals in Österreich oder erstmals in Tirol gefunden worden sind. Etwa ein Viertel steht als bedroht auf Roten Listen. Die Artenvielfalt gilt als ein Indikator hoher Luftgüte.

### Wasserqualität
Das Vorkommen verschiedenen Algenarten und zahlreicher wirbelloser Tiere wie Strudelwürmer, Nacktschnecken, Bachflohkrebse, Insektenlarven und Wasserkäfer, ist ein Indikator für ein sauberes Gewässer. Die Brandenberger Ache weist auf Tiroler Gebiet durchgehend Gewässergüteklasse I-II auf.

## Nutzung

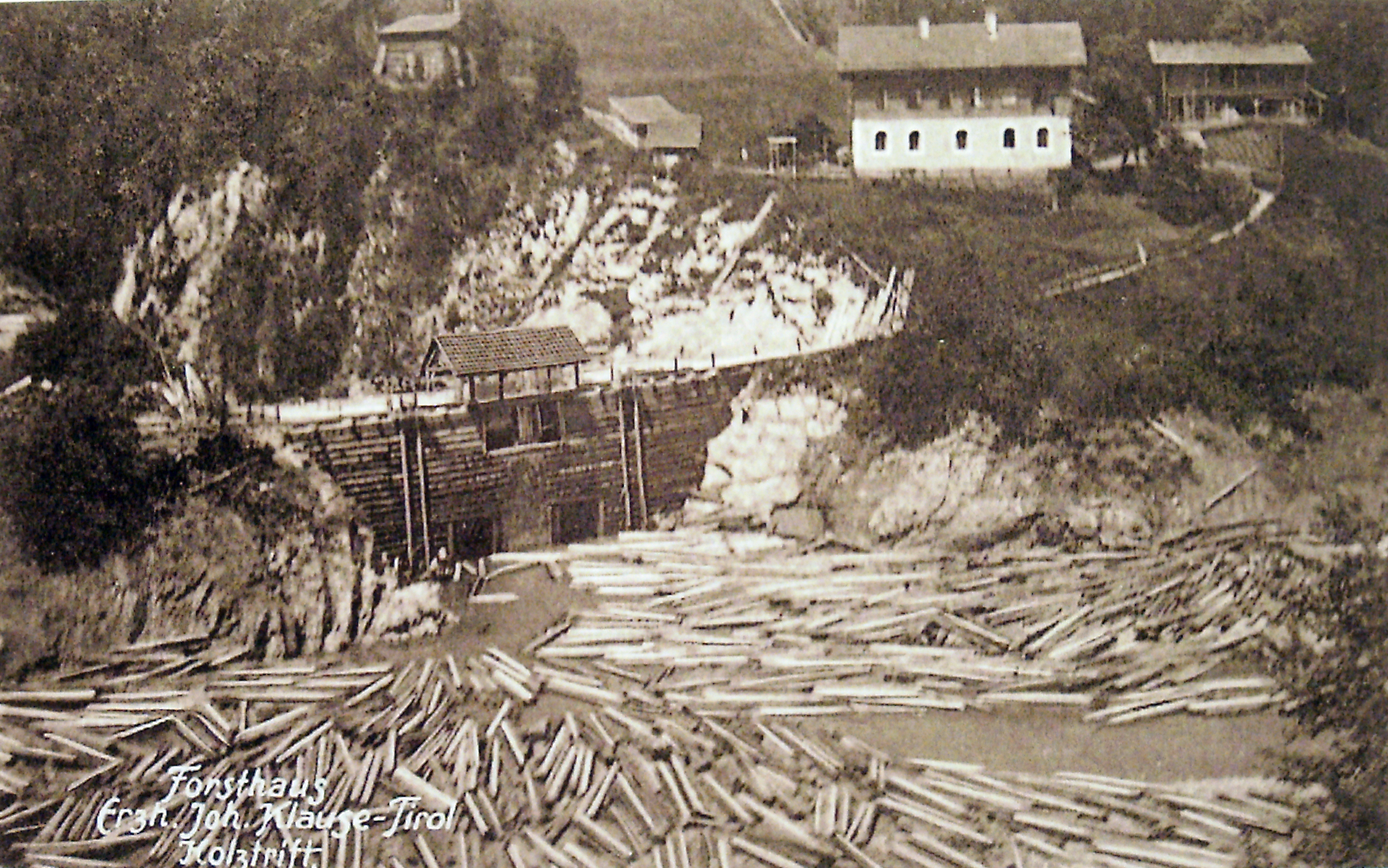
Holztrift bei der Erzherzog-Johann-Klause

### Holztrift
Aufgrund des Waldreichtums des Brandenberger Tales und seiner Seitentäler wurde die Brandenberger Ache jahrhundertelang zur Holztrift genutzt, die ältesten Berichte stammen aus dem Jahr 1412. Das Holz diente als Brennholz im Hüttenwerk in Brixlegg, wo Silber und Kupfer abgebaut und verarbeitet wurden. Künstliche Wehre, früher die Kaiserklause in der Valepp, ab 1833 die Erzherzog-Johann-Klause stauten das Wasser, das auf einen Schlag freigesetzt wurde und die Baumstämme mit sich riss. In Kramsach wurde das Holz durch einen Rechen aufgefangen und bei der Holzlände an Land gezogen. Pro Jahr wurden so bis zu 35.000 Festmeter Holz ins Inntal transportiert. Die Holztrift wurde 1966 eingestellt, der teilweise in den Felsen gehauene Triftsteig ist noch erhalten.

### Wildwassersport
Die rund 1 km lange Kaiserklamm ist bei Kajak-Fahrern als anspruchsvolles Wildwasser beliebt (WW IV bis V). Die Ache ist bei genügendem Pegel von der Staatsgrenze bis Kramsach befahrbar.

### Kraftwerkspläne
In den 1970er Jahren verfolgte die Stadt Kufstein Pläne, die Brandenberger Ache zur Energiegewinnung zu nutzen. Der Fluss hätte dabei bei Brandenberg gestaut und das Wasser in einem Druckstollen durch den Voldöppberg zum Kraftwerk im Inntal geleitet werden. Starke Proteste der Bevölkerung in Kramsach und Brandenberg führten dazu, dass die Pläne ab 1987 nicht mehr weiter verfolgt wurden.

## Film
Otto Guggenbichler zeigt in seinem Film „Auf dem Holzweg in die Zukunft“ von 1966 das Einschlagen und Bereitstellen der Holzernte entlang der Ach. Durch den Waldwegebau und die Motorisierung kommt es zum trockenen Holzweg und der Film zeigt den letzten nassen Holzweg, die letzte Holztrift.